# وانغ بينغ (مخرج)
وانغ بينغ (بالصينية: 王兵) هو مصور ومخرج صيني، ولد في 17 نوفمبر 1967 في شيان في الصين.

## وصلات خارجية
- وانغ بينغ على موقع IMDb (الإنجليزية)
- وانغ بينغ على موقع ألو سيني (الفرنسية)
- وانغ بينغ على موقع أول موفي (الإنجليزية)
- وانغ بينغ على موقع قاعدة بيانات الفيلم (الإنجليزية)
- وانغ بينغ على موقع كينوبويسك (الروسية)